# Sophie Okonedo
Sophie Okonedo, OBE (Londres, 11 de agosto de 1968) é uma atriz britânica. Começou a carreira como atriz em 1991, com Young Soul Rebels, em 2005 recebeu uma indicação ao Oscar por sua atuação no filme Hotel Ruanda, e em 2014 venceu um Tony Awards pela adaptação de A Raisin in the Sun. No Brasil, Okonedo é reconhecida por papéis em Doctor Who, Criminal Justice, Ratched	e The Wheel of Time. 

## Biografia e Carreira
Sophie  Okonedo nasceu em 11 de agosto de 1968 em Londres, filha de Joan (nascida Allman), uma professora judia de pilates que nasceu no East End de Londres, e Henry Okonedo (1939-2009), um nigeriano britânico que trabalhou para o governo.Os avós maternos de Okonedo, que falavam iídiche, eram de famílias que emigraram da Polônia e da Rússia. Okonedo foi criada na fé judaica de sua mãe. 

No ínicio da carreira, treinou na Royal Academy of Dramatic Art. Ela trabalhou em uma variedade de mídias, incluindo cinema, televisão, teatro e drama de áudio. Ela atuou em Scream of the Shalka, um webcast baseado na série de televisão da BBC Doctor Who como Alison Cheney, uma companheira do Doctor. Além de fornecer a voz do personagem, a imagem de Sophie foi usada para a animação do personagem. Em 2010, a atriz interpretou Liz Ten (Rainha Elizabeth X) na série de TV da BBC Doctor Who, episódios "The Beast Below" e novamente brevemente em "The Pandorica Opens". De 2010 aos dias atuais, Sophie fez uma série papéis na TV e no teatro e foi indicada e premiada em diversas premiações.  
Em 2021, se juntou ao elenco da série The Wheel of Time da Amazon Prime Video.  

## Filmografia

### Televisão
- 2021 - A Roda do Tempo
- 2020 - Ratched
- 2012 - Sinbad
- 2015 - Doctor Who
- 2006 - Tsunami: The aftermath
- 2005 - Born with two mothers
- 2004 - Whose baby?
- 2003 - Alibi

### Cinema
- 2022 - Death in the Nile
- 2013 - After Earth
- 2008 - The Secret Life of the Bees
- 2007 - The Martian child
- 2006 - Stormbreaker
- 2006 - Scenes of a sexual nature
- 2006 - Flashing frames
- 2005 - Aeon Flux
- 2004 - Hotel Rwanda
- 2003 - Cross my heart
- 2002 - Dirty Pretty Things
- 1997 - The Jackal
- 1995 - Ace Ventura: When nature calls